# ヒーローショー (映画)
『ヒーローショー』は、2010年公開の日本映画である。主演はジャルジャル。
東大阪集団暴行殺人事件が元になっている。

## あらすじ
何をやっても中途半端なユウキ（ジャルジャル・福徳秀介）は、先輩の剛志から、ヒーローショーの悪役のバイトを紹介される。ある日、バイト仲間のノボルが、剛志の彼女を寝取ったことから、剛志とノボルはショーの最中であることを忘れ大怪我を負うほどの喧嘩をする。しかし剛志の気は収まらず、ユウキを含めた悪友たちを呼び寄せ、ノボル達をこれでもかと痛めつける。しかし、ノボル達も黙っていない。彼らは自衛隊上がりの勇気（ジャルジャル・後藤淳平）を引き連れ、報復する。次第に彼らの暴走はエスカレートしていき、ついには決定的な犯罪―殺人が起きてしまう。

## エピソード
殺人などの暴力的な描写や、性的描写があるため、R15+指定作品となっている。
エンドクレジット最後に加藤和彦（井筒の「パッチギ!」「パッチギ! LOVE&PEACE」の劇伴を手がけ、2009年に死去）への献辞が表示されている。

## 登場人物
- 鈴木ユウキ - 福徳秀介（ジャルジャル）
- 石川勇気 - 後藤淳平（ジャルジャル）
- 江沢あさみ - ちすん
- ユウキの元相方・剛志 - 桜木涼介
- ノボル - 松永隼　<ギガレッド>
- 香川勉 - 米原幸佑（RUN&GUN）<ギガブルー>
- 美由紀 - 石井あみ
- 勉の兄・香川拓也 - 林剛史
- あさみの息子・斎藤健太 - 巨勢竜也
- 勇気の母の恋人・星野 - 永田彬（RUN&GUN）
- 勇気の母・ゆり - 結城しのぶ
- 鬼丸 - 阿部亮平
- 鬼丸（弟） - ジェントル（ミルククラウン）
- 拓也の父・香川義男 - 大森博史
- 拓也の母 - 斉藤林子
- ショベルカー運転手・木村 - 飯島洋一
- 勇気の舎弟ヒロト - 落合扶樹
- 解体工場のダチ - 長部努
- ユウキの母 - 筒井真理子
- あさみの叔父 - 木下ほうか
- 市長候補・村川悟司 - 升毅
- ユウキのバイト先社員・長谷川 - 光石研
- 勇気の仕事仲間・清水 - 清水伸
- ギガイエロー浜島 - 千葉ペイトン
- ギガグリーン水沢 - 水澤紳吾
- ギガピンク洋子 - 太田美恵
- ユウキの相方・秀夫 - 黒柳康平［ホットドッグ］
- 太陽ローン受付嬢・中田 - 吉田羊
- 鴨川シーワールドの工務店員 - 森本のぶ
- 団体観光客 - ト字たかお

## スタッフ
- 監督：井筒和幸
- エグゼクティブプロデューサー：大﨑洋、椎名保
- シニアプロデューサー：水谷暢宏
- チーフプロデューサー：岡本昭彦
- プロデューサー：片岡秀介、仲良平、山本恭史、増田悟司
- 脚本：吉田康弘、羽原大介、井筒和幸
- 音楽：藤野浩一
- 撮影：木村信也
- 照明：尾下栄治
- 録音：白取貢
- 編集：冨田伸子
- 演出補：武正晴
- 美術：津留啓亮（フジアール）
- 制作担当：小森日出海
- 装飾：横山和也
- 衣裳：星野和美
- メイク：下田かおり
- 特殊造形：JIRO
- アクション：秋永政之
- カースタント：佐藤秀美
- アシスタントプロデューサー：杉原奈実
- プロダクションマネージャー：小泉朋
- エンディングテーマ：ピンク・レディー「S・O・S」（ビクターエンタテインメント）
- 企画：レ・ジャン・ドゥ
- 制作プロダクション：よしもとクリエイティブ・エージェンシー、ユニークブレインズ
- 製作：吉本興業、角川映画
- 配給：角川映画

## 受賞記録
- 第25回高崎映画祭
  - 最優秀新人男優賞：福徳秀介、後藤淳平
  - 最優秀監督賞：井筒和幸
- 第6回 おおさかシネマフェスティバル
  - 新人男優賞：ジャルジャル